# Ormyrus chalybeus
Ormyrus chalybeus är en stekelart som först beskrevs av Julius Theodor Christian Ratzeburg 1844.  Ormyrus chalybeus ingår i släktet Ormyrus och familjen kägelglanssteklar. Inga underarter finns listade i Catalogue of Life.